# 朱寿彭
朱寿彭（1930年6月—2016年8月20日），男，浙江杭州人，中国放射医学家，曾任苏州医学院教授、博士生导师。